# Telluur-108
Telluur-108 of 108Te is een radioactieve isotoop van telluur. De isotoop komt van nature niet op Aarde voor.
Telluur-108 ontstaat onder meer bij het radioactief verval van jodium-108 en xenon-112.

## Radioactief verval
Telluur-108 bezit een korte halveringstijd: ongeveer 2 seconden. Het grootste gedeelte (51%) vervalt door β+-verval naar de radio-isotoop antimoon-108:
{\displaystyle {\ce {{^{108}_{52}Te}->{^{108}_{51}Sb}+{e^{+}}+{\nu }_{e}}}}
Voor 49% treedt uitzending van alfastraling op, waarbij de radio-isotoop tin-104 gevormd wordt:
{\displaystyle {\ce {{^{108}_{52}Te}->{^{104}_{50}Sn}+\,_{2}^{4}\alpha }}}
De vervalenergie hiervan bedraagt 3,44478 MeV. Telluur is daarmee het lichtste element waarbij alfaverval wordt vastgesteld. Lichtere element kunnen ook dit type radioactief verval ondergaan, maar dit is eerder uitzonderlijk.
Telluur-108 vervalt voor 2,4% tot de radio-isotoop tin-107:
{\displaystyle {\ce {{^{108}_{52}Te}->{^{107}_{50}Sn}+{p^{+}}+{e^{+}}+{\nu }_{e}}}}
Een zeer klein gedeelte (0,065%) vervalt tot de radio-isotoop indium-104:
{\displaystyle {\ce {{^{108}_{52}Te}->{^{104}_{49}In}+\alpha +{e^{+}}+{\nu }_{e}}}}
105Te · 106Te · 107Te · 108Te · 109Te · 110Te · 111Te · 112Te · 113Te · 114Te · 115Te · 115m1Te · 115m2Te · 116Te · 117Te · 117mTe · 118Te · 119Te · 119mTe · 120Te · 121Te · 121mTe · 122Te · 123Te · 123mTe · 124Te · 125Te · 125mTe · 126Te · 127Te · 127mTe · 128Te · 128mTe · 129Te · 129mTe · 130Te · 130m1Te · 130m2Te · 130m3Te · 131Te · 131mTe · 132Te · 133Te · 133mTe · 134Te · 134mTe · 135Te · 135mTe · 136Te · 137Te · 138Te · 139Te · 140Te · 141Te · 142Te · 143Te